# Мороз-Стрілець Тамара Михайлівна
 Тамара Михайлівна Мороз-Стрілець  (нар. 27 жовтня 1905 року, Полтава — пом. 2 січня 1994 року, Київ) — українська письменниця, літературознавець, дружина класика вітчизняної літератури Григорія Косинки. Член Національної спілки письменників України від 1991.

## Життєпис

### Ранні роки
Народилася Тамара Мороз 27 жовтня 1905 року у м. Полтаві. Батько Тамари — Михайло Наумович Мороз (1876-1938) — писар-самоук, брав участь у революційних подіях 1905-го року на Чернігівщині, за що був висланий за межі губернії. Батько був один із співзасновників УАПЦ, у 1919-1924 обирався головою Всеукраїнської православної церковної ради, за що неодноразово заарештовувався і загинув у тюрмі.
З Полтави родина переїхала до Києва, а з 1927 р. мешкала у столичному Харкові. Батьки ростили трьох дітей. Старший брат Тамари — Микола — відомий як художник і журналіст, волею долі згодом опинився у Парижі. Олександр був доцентом Харківського будівельного інституту.
Тамара закінчила Другу українську гімназію імені Кирило-Мефодіївського братства, де викладав латину Микола Зеров. Усе життя зберігала вона посвідку з його факсиміле. Саме Микола Костянтинович рекомендував її на роботу до бібліотеки ВУАН. І хоч доручили тодішній юнці усього-на-всього розбирати літературу в підвалі, вона гордо розповідала подругам, що працює в Академії наук. Заходячи до відділу, М. Зеров завжди цікавився: «Як моє протеже?» І, почувши схвальні відгуки, задоволено усміхався. Коли ж Григорій Косинка представив Тамару як свою дружину, захоплено вигукнув: «Так це ж моя найкраща учениця!»
Зустріч з майбутнім чоловіком та їхнє подружнє життя Тамара Михайлівна описала у спогадах «Отакий він був», опублікованих у книзі «Про Григорія Косинку» (1969). З Григорієм вона познайомилась під час зустрічі Нового, 1924-го, року. Як потім він їй признався, прийшов у малознайоме йому товариство, бо дуже хотів побачити чарівну дівчину, про яку вже багато чув. Восени того ж року вони одружилися.
Тамара навчалась на курсах іноземних мов й мала намір вчитися у фармацевтичному інституті. Григорій не схвалював її вибору, але не заперечував. Поступила ж вона на кінофотовідділ малярського факультету Київського художнього інституту. Коли цей відділ реорганізували в кіноінститут, стала студенткою операторського факультету.
Наприкінці 20-х — на початку 30-х років твори Григорія Косинки вже набули популярності. Тамарі Михайлівні часто доводилося бути його першим слухачем і критиком. Згодом вона згадувала про щастя від того, що першою чула його чарівне слово. Подружжя жило з надією на цікаве творче майбутнє обох. Домовились, що коли Тамара Михайлівна отримає диплом й стане однією з перших жінок-кінооператорів, Григорій Михайлович з головою порине в улюблену письменницьку працю, адже безліч сюжетів уже чекала свого художнього втілення. Завідувач кафедри Київського державного інституту кінематографії професор Файнштейн вже дав найвищу оцінку роботі Тамари Мороз-Стрілець «Освітлення в практиці мікрофільмування», відзначивши при цьому, що вона з успіхом може бути використана «як підручник, особливо для тих, хто працює у науково-дослідних закладах».

### Арешт чоловіка та період поневірянь
3 листопада 1934 року, у суботу, Тамара Михайлівна дописала слово до захисту дипломної роботи, а вже наступного дня чоловіка заарештували. Вона знайшла сили, щоб прийти на захист дипломної роботи. Здобула фах кінооператора спеціальних методів кінознімання і дістала призначення на Київську кінофабрику. Після арешту Григорій Михайлович перебував у Лук'янівській в'язниці. Тамара Михайлівна носила передачі. Обидвоє сподівалися, що виживуть і все обмежиться засланням на Північ.
1 грудня 1934 року вбили Сергія Кірова. Під постанову Президії ЦВК СРСР, датовану тим самим числом, потрапила група несправедливо заарештованих інтелігентів, зокрема письменників, а серед них — Григорій Косинка. 15 грудня його розстріляли разом з іншими 27 засудженими у справі про терористів-білогвардійців, а вже вранці 18 грудня Тамарі Михайлівні у відділі кадрів кінофабрики дали прочитати відповідний вирок Військової комісії Верховного Суду Союзу РСР у м. Києві опублікований у газеті. Олена Контребинська (згодом відомий кінооператор), замість сентиментальних заспокійливих слів та твердо сказала: «Треба врятувати особисті речі Григорія Михайловича, збірочки його творів…».
У Тамари Михайлівни, затаврованої «ЧСИР» («членів родин зрадників батьківщини» від рос. «член семьи изменника Родини»), відібрали паспорт, конфіскували майно. Мати купила квитки до Харкова, однак там Тамарі Мороз-Стрілець жити було заборонено. Вона з батьком поїхала до Полтави, де за допомогою батькової знайомої оселилася в однієї медсестри у коморі, де стояв стіл і був репродуктор. Там, упродовж трьох років, вона зашивала чужі панчохи. Коли ж у 1937-му нарешті отримала паспорт, лікарі мусили визнати: «Втрачено психічну рівновагу». Батько забрав дочку до Харкова на лікування. Згодом влаштувалася в Інститут судової експертизи. Оскільки робота була за фахом, почала працювати над кандидатською дисертацією «Методи фільмування в невидимих променях спектра». Проте неспокій повернувся. Не могла не помічати, як порожнів навпроти «будинок політкаторжан».
15 квітня 1938 року арештували батька Тамари Михайлівни, на той час вже пенсіонера. Він так само, як і Григорій Косинка, просив передати йому теплий одяг. Пакунок повернули з написом: «Через відсутність адресата». Півроку по тому Тамара Мороз-Стрілець не роздягалася до 4-ї ранку і з вузликом на руках чекала, що прийдуть і по неї. Потім була війна, окупація.

### Реабілітація Григорія Косинки
Після XX з'їзду КПРС, наприкінці 1957 року, Тамара Михайлівна отримала довідку від Воєнної Колегії Верховного Суду СРСР про те, що Григорій Косинка-Стрілець реабілітований посмертно. Відтоді вона почала працювати над поновленням чесного імені свого чоловіка. Вона повернулася до Києва й почала ретельно розшукувати все, пов'язане з ім'ям Косинки. Зі спогадів Тамари Михайлівни постає далекий, але живий художній образ письменника. Був Григорій Косинка «енергійний і сміливий, з гострим, справді-таки соколиним зором і слухом», «одним з тих синів-соколів, із тих славних і незабутніх співців, що їх пустила наша мати-Україна… за ворота — в широкий світ». «Любив він зоряне небо і росяні світанки, багряні сутінки і широчінь степів… Дуже любив квіти…, а серед них… червоні косинці».
Певний час Тамара Мороз-Стрілець працювала старшим бібліографом у Харківській науковій бібліотеці ім. В. Г. Короленка — досвід роботи з періодикою став у нагоді у процесі пошуку творів Косинки, адже знадобилося переглядати газети й журнали часів, коли творив чоловік. Результатом її титанічної, майже 25-річної, праці стала збірка Григорія Косинки «Гармонія», випущена видавництвом «Дніпро» обсягом 35 друкованих аркушів (1988).
Неоціненним внеском Т. М. Мороз-Стрілець до скарбниці української культури є книга «Голос пам'яті», що містить нариси, спогади про Григорія Косинку та його оточення. У ній талановита письменниця й літературознавець документально відтворила атмосферу літературного життя 20-30-х років минулого століття. Григорій Косинка постає перед читачем у колі Василя Стефаника, Ольги Кобилянської, Остапа Вишні, Павла Тичини й багатьох інших митців, які є цвітом української нації. За книгу-спогад «Голос пам'яті» Т. М. Мороз-Стрілець відзначено премією ім. Дмитра Загула. У березні 1991 року Тамару Михайлівну прийняли до Спілки письменників України.
Померла Тамара Мороз-Стрілець у 1994 році. Похована на Звіринецькому кладовищі столиці.

## Творчий доробок
Укладені збірки творів:
- Косинка Г. Гармонія : новели / худож. В. Куткін; упоряд. Т. Мороз-Стрілець. — К.: Дніпро, 1981. — 222 с.
- Косинка Г. Заквітчаний сон: оповід., спогади про Г. Косинку / упоряд. та прим. Т. Мороз-Стрілець. — К.: Веселка, 1990. — 286 с.

Спогади:
- Мороз-Стрілець Т. М. Голос пам'яті: спогади / Т. М. Мороз-Стрілець. — К. : Рад. письменник, 1989. — 196 с.
- Мороз-Стрілець Т. М. Про Григорія Косинку (1899—1934) : спогади уродженці Полтави. — К. : Рад. письменник, 1969. — 215 с.
- Мороз-Стрілець Т. М. Репресований через місяць // Вітчизна. — 1988. — № 2. — С. 156—167. (спогади про дружбу Григорія Косинки з Євгеном Плужником)
- Мороз-Стрілець Т. М. Спогад: про укр. кінореж. та письм. О. Довженка / Т. Мороз-Стрілець // Вітчизна. — 1974. — № 9. — С. 212—214.

## Нагороди
Лауреат літературної премії імені Дмитра Загула (1991).